# Баркова, Людмила Дмитриевна
Людмила Дмитриевна Баркова (род. 1944) — советская учительница, депутат Верховного Совета СССР.

## Биография
Родилась в 1944 году. Русская. Образование высшее — окончила Курский педагогический институт. Беспартийная.
С 1967 года — учительница истории Банищанской средней школы Льговского района Курской области РСФСР.
Депутат Совета Союза Верховного Совета СССР 9 созыва (1974—1979) от Льговского избирательного округа № 222 Курской области, член Планово-бюджетной комиссии Совета Союза.